# Фльорянув (Зґерський повіт)
Фльорянув (пол. Florianów) — село в Польщі, у гміні Зґеж Зґерського повіту Лодзинського воєводства.